# Vol Carson Air 66
Le 13 avril 2015, un Swearingen Metro II assurant le vol Carson Air 66, un vol cargo reliant Vancouver à Prince George, en Colombie-Britannique, au Canada, s'est écrasé sur le flanc d'une montagne alors qu'il était en route vers l'aéroport de Prince George, tuant les 2 membres d'équipage à bord.

## Avion et équipage
L'appareil impliqué est un bi-turbopropulseur de type Swearingen SA226-TC Metro II, immatriculé C-GSKC, fabriqué en 1977. Il n'était pas équipé d'un enregistreur phonique, ni d'un enregistreur de paramètres.
L'équipage était composé uniquement des 2 pilotes dans le poste de pilotage, le commandant de bord Robert Brandt, 34 ans, et le copilote Kevin Wang, 32 ans . 

## Accident
Le vol 66 a décollé de l'aéroport international de Vancouver vers 7h02. Peu après avoir atteint son altitude de croisière, l'appareil a entamé une descente abrupte vers le sol, passant de 2 400 mètres à 900 mètres en moins de 60 secondes. Les contrôleurs aériens ont perdu le contact radar avec l'avion vers 7h08.
L'appareil s'est écrasé dans une zone à flanc de montagne, près de Crown Mountain, dans les montagnes North Shore. Les 2 pilotes, seules personnes à bord, ont été tué sur le coup lors de l'impact sur le sol.

## Enquête
L'accident a fait l'objet d'une enquête du Bureau de la sécurité des transports du Canada (BST), qui a déterminé que la cause principale de l'accident était une désintégration en plein vol, causée par une descente brusque et à grande vitesse. Cependant, les enquêteurs n'ont pas pu déterminer avec certitude pourquoi l'appareil s'est subitement mis à plonger vers le sol. 
Toutefois, une autopsie pratiquée sur les 2 pilotes a révélé que le commandant de bord, Robert Brandt, avait un taux d'alcool dans le sang de 0,24 %, soit 3 fois la limite légale pour un pilote de ligne, ce qui à certainement joué un rôle dans les événements ayant mené à cet accident.